# Chủ nghĩa cấp tiến
Chủ nghĩa cấp tiến hay chủ nghĩa tiến bộ (tiếng Đức: Progressivismus từ tiếng Latinh: Progressio, Tiến bộ) biểu thị một triết lý chính trị được xây dựng trên ý tưởng về sự tiến bộ, khẳng định sự tiến bộ trong khoa học, công nghệ, phát triển kinh tế, tổ chức xã hội là rất quan trọng để cải thiện tình trạng của con người. Vì vậy, nó là phong trào chống lại chủ nghĩa bảo thủ. Nguồn gốc của chủ nghĩa tiến bộ bắt đầu từ thời đại Khai sáng, từ lòng tin tưởng là châu Âu đang chứng minh các xã hội có thể tiến bộ trong khuôn khổ từ những điều kiện dã man lên nền văn minh qua sự tăng cường cơ sở kiến thức thực nghiệm là nền tảng của xã hội. Nhiều nhân vật thời Khai sáng tin tưởng rằng tiến bộ có thể áp dụng phổ quát cho tất cả các xã hội và những ý tưởng này sẽ lây lan ra toàn thế giới từ châu Âu. Nhà xã hội học Robert Nisbet định nghĩa năm "cơ sở quan trọng" của ý tưởng của tiến bộ: giá trị của quá khứ; sự cao quý của nền văn minh phương Tây; giá trị tăng trưởng kinh tế / công nghệ; kiến thức khoa học / học thuật thu thập được thông qua lý trí hơn là đức tin; tầm quan trọng của thực chất và giá trị của sự sống trên Trái Đất. Ngoài ra, ý nghĩa của chủ nghĩa tiến bộ thay đổi theo thời gian và từ những phối cảnh khác nhau.

## Thuật ngữ
Chủ nghĩa tiến bộ nổi lên như một dòng chính trị, là một phản ứng với những thay đổi xã hội trong thời kỳ công nghiệp hóa. Những bất bình đẳng xã hội quá mức của quá trình phát triển công nghiệp tạo ra sự sợ hãi có thể cản trở tiến bộ hơn nữa, bởi vì các tập đoàn độc quyền khổng lồ và tình trạng bất ổn bạo động giữa người lao động và những nhà tư bản.

## Lịch sử

### Đức

#### Thế kỷ 19
Chủ nghĩa tiến bộ khởi đầu trong thế kỷ 19 và 20 sự phát triển của nhà nước xã hội và quốc gia Đức.
Sau sự thất bại của cuộc cách mạng tự do năm 1848 phát triển từ chủ nghĩa tự do cũ nhiều đảng phái. Một số lớn các thành viên tham dự vào đảng Cấp tiến Đức (DFP). Đảng này không chấp nhận gia tăng chi tiêu quân sự của quân đội Phổ, từ đó dẫn tới cuộc xung đột với hiến pháp Phổ. Vì vậy, họ đứng đối lập với Thủ tướng Chính phủ mới Otto von Bismarck, người tiếp tục cai trị không có ngân sách. Bởi vì ông ta thành công thực hiện các cuộc chiến tranh thống nhất nước Đức, tình hình đã dẫn đến một sự thay đổi tâm trạng của dân chúng, làm DFP mất thành viên và cử tri.
Trong đảng số lượng của những người, chủ yếu là vì lý do kinh tế, coi việc thống nhất chính trị quan trọng hơn nhấn mạnh vào quan điểm tự do trước đây, tăng trưởng. Kết quả là, phe Hữu của đảng đã tách ra thành lập Đảng Tự do Quốc gia hợp tác với Bismarck.
Cánh Tả của DFP cũng tách ra thành lập Đảng Nhân dân Đức (DtVP), một đảng tự do cánh Tả. Trái ngược với Đảng Tự do Quốc gia, đảng này đặt nặng các quyền tự do cổ điển hơn là một nước Đức thống nhất dưới Bismarck.
Sau khi Đế chế Đức được thành lập, DFP nhấn mạnh về chính sách kinh tế và việc giảm các hạn chế thương mại cũng như hỗ trợ chính sách Kulturkampf của Bismarck.
DtVP, tuy nhiên, ngay sau khi thành lập Đế chế Đức, chủ trương các cơ cấu liên bang và kêu gọi cải cách dân chủ, đặc biệt là gia tăng quyền lực cho Quốc hội. Họ ủng hộ sự tách biệt giữa nhà thờ và nhà nước, nhưng chống lại luật khẩn cấp chống Công giáo của Bismarck và " luật chống người xã hội chủ nghĩa". Họ cũng hỗ trợ phát triển của pháp luật xã hội, bắt đầu bởi Bismarck và được đảng Tự do Quốc gia hỗ trợ, đặt nền móng cho nhà nước phúc lợi. Trong khi các thành viên chủ yếu là từ những người thợ nghề và hoạt động thương mại, nông dân và nhân viên, các lãnh đạo đảng đa số là các học giả và doanh nhân.
1884 DFP sáp nhập với Liên minh Tự do, một cánh tả của Đảng Tự do Quốc gia tách ra, mà là chống lại sự đánh thuế bảo hộ trở lại, lập nên đảng Tư tưởng Tự do Đức. Việc sáp nhập hy vọng để có thể sử dụng một lần nữa cho một hệ thống nghị viện. Hơn nữa, họ tranh đấu để bảo đảm cho tự do báo chí, hội họp và lập hội, sự tách biệt giữa nhà thờ và nhà nước và cuối cùng là sự bình đẳng của tất cả các cộng đồng tôn giáo. Họ cũng ủng hộ cho việc cắt giảm thuế nặng, việc bãi bỏ chính sách thuế quan bảo vệ của Bismarck và củng cố các hiệp hội tự giúp đỡ của công nhân. Họ phản đối kịch liệt luật pháp xã hội do Bismarck và những người theo chủ nghĩa xã hội đề nghị, vì theo ý kiến của họ, luật này sẽ làm yếu đi sự chủ động của người lao động để tự giúp đỡ mình,.